# Indevillers
Indevillers település Franciaországban, Doubs megyében. Lakosainak száma 248 fő (2022. január 1.). Indevillers Glère, Les Plains-et-Grands-Essarts, Vaufrey, Fessevillers és Courtefontaine községekkel határos.

## Népesség
A település népességének változása:
| Lakosok száma | 304  | 225  | 195  | 221  | 239  | 241  | 262  | 268  | 272  | 248  |
|               | 1968 | 1982 | 1990 | 2006 | 2013 | 2015 | 2017 | 2019 | 2020 | 2022 |